# 393
Il 393 (CCCXCIII in numeri romani) è un anno  del IV secolo.

## Eventi

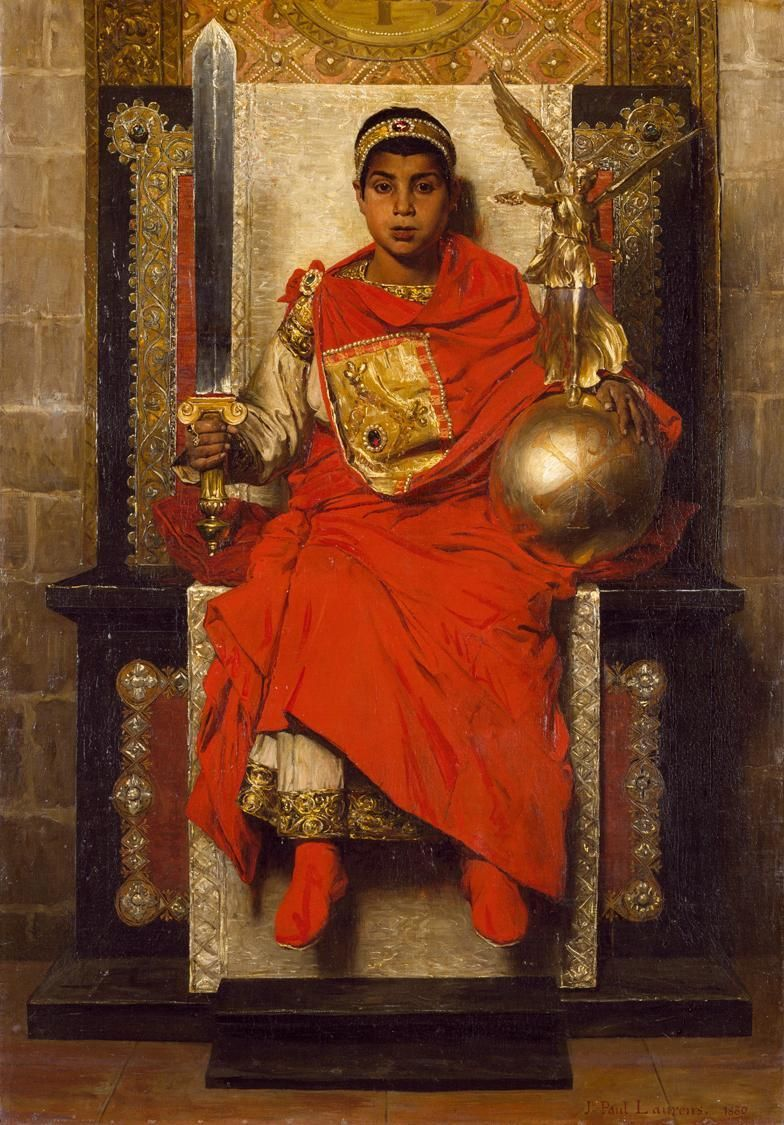
Onorio, figlio di Teodosio I, riceve il titolo di augusto, in opposizione all'usurpatore Flavio Eugenio.

- 1º gennaio: Teodosio I esercita il suo secondo consolato; in occidente il suo collega è Flavio Eugenio, in oriente Flavio Abundanzio.
- Aureliano diviene praefectus urbi di Costantinopoli.
- Teodosio I rende illegale il Paganesimo in tutto l'impero romano e fa chiudere definitivamente gli ultimi templi rimasti in attività; la pena di morte diviene esplicitamente la condanna riservata a coloro che rifiutavano la conversione al Cristianesimo.
- In Grecia inizia la 293ª olimpiade, l'ultima dell'antichità, in quanto l'imperatore Teodosio, considerandola una manifestazione di religiosità pagana, ne proibisce l'ulteriore organizzazione.
- Onorio, figlio di Teodosio I, riceve il titolo di augusto, in opposizione all'usurpatore Flavio Eugenio.
- L'usurpatore romano Flavio Eugenio giunge a Roma, dove mette in atto, pur essendo cristiano, una politica di tolleranza verso i pagani che, sotto la guida di Virio Nicomaco Flaviano, riprendono il potere. Eugenio permette la riapertura dei templi pagani come il tempio di Venere e Roma, la restaurazione dell'altare della Vittoria nella curia romana e la celebrazione di feste religiose pagane. Questa politica religiosa crea tensioni con Teodosio e con il potente vescovo milanese Ambrogio, che lascia la sua sede all'arrivo della corte imperiale di Eugenio.
- Alle celebrazioni della corte di Eugenio viene ammesso anche Faltonio Probo Alypio.
- Consacrazione della basilica di San Lorenzo a Firenze.
- Il rinnovato Forum Tauri di Costantinopoli è dedicato all'imperatore Teodosio I.

## Nati
- Teodoreto di Cirro, teologo e vescovo cristiano

## Morti
- 16 novembre - Proculo, politico romano
- Ricomere, generale franco

## Calendario
| Calendario 393 | Calendario 393 | Calendario 393 | Calendario 393 | Calendario 393 | Calendario 393 | Calendario 393 | Calendario 393 | Calendario 393 | Calendario 393 | Calendario 393 | Calendario 393 | Calendario 393 | Calendario 393 | Calendario 393 | Calendario 393 | Calendario 393 | Calendario 393 | Calendario 393 | Calendario 393 | Calendario 393 | Calendario 393 | Calendario 393 | Calendario 393 | Calendario 393 | Calendario 393 | Calendario 393 | Calendario 393 | Calendario 393 | Calendario 393 | Calendario 393 | Calendario 393 | Calendario 393 |
| -------------- | -------------- | -------------- | -------------- | -------------- | -------------- | -------------- | -------------- | -------------- | -------------- | -------------- | -------------- | -------------- | -------------- | -------------- | -------------- | -------------- | -------------- | -------------- | -------------- | -------------- | -------------- | -------------- | -------------- | -------------- | -------------- | -------------- | -------------- | -------------- | -------------- | -------------- | -------------- | -------------- |
|                | 1              | 2              | 3              | 4              | 5              | 6              | 7              | 8              | 9              | 10             | 11             | 12             | 13             | 14             | 15             | 16             | 17             | 18             | 19             | 20             | 21             | 22             | 23             | 24             | 25             | 26             | 27             | 28             | 29             | 30             | 31             |                |
| Gennaio        | Sa             | Do             | Lu             | Ma             | Me             | Gi             | Ve             | Sa             | Do             | Lu             | Ma             | Me             | Gi             | Ve             | Sa             | Do             | Lu             | Ma             | Me             | Gi             | Ve             | Sa             | Do             | Lu             | Ma             | Me             | Gi             | Ve             | Sa             | Do             | Lu             |                |
| Febbraio       | Ma             | Me             | Gi             | Ve             | Sa             | Do             | Lu             | Ma             | Me             | Gi             | Ve             | Sa             | Do             | Lu             | Ma             | Me             | Gi             | Ve             | Sa             | Do             | Lu             | Ma             | Me             | Gi             | Ve             | Sa             | Do             | Lu             |                |                |                |                |
| Marzo          | Ma             | Me             | Gi             | Ve             | Sa             | Do             | Lu             | Ma             | Me             | Gi             | Ve             | Sa             | Do             | Lu             | Ma             | Me             | Gi             | Ve             | Sa             | Do             | Lu             | Ma             | Me             | Gi             | Ve             | Sa             | Do             | Lu             | Ma             | Me             | Gi             |                |
| Aprile         | Ve             | Sa             | Do             | Lu             | Ma             | Me             | Gi             | Ve             | Sa             | Do             | Lu             | Ma             | Me             | Gi             | Ve             | Sa             | Do             | Lu             | Ma             | Me             | Gi             | Ve             | Sa             | Do             | Lu             | Ma             | Me             | Gi             | Ve             | Sa             |                |                |
| Maggio         | Do             | Lu             | Ma             | Me             | Gi             | Ve             | Sa             | Do             | Lu             | Ma             | Me             | Gi             | Ve             | Sa             | Do             | Lu             | Ma             | Me             | Gi             | Ve             | Sa             | Do             | Lu             | Ma             | Me             | Gi             | Ve             | Sa             | Do             | Lu             | Ma             |                |
| Giugno         | Me             | Gi             | Ve             | Sa             | Do             | Lu             | Ma             | Me             | Gi             | Ve             | Sa             | Do             | Lu             | Ma             | Me             | Gi             | Ve             | Sa             | Do             | Lu             | Ma             | Me             | Gi             | Ve             | Sa             | Do             | Lu             | Ma             | Me             | Gi             |                |                |
| Luglio         | Ve             | Sa             | Do             | Lu             | Ma             | Me             | Gi             | Ve             | Sa             | Do             | Lu             | Ma             | Me             | Gi             | Ve             | Sa             | Do             | Lu             | Ma             | Me             | Gi             | Ve             | Sa             | Do             | Lu             | Ma             | Me             | Gi             | Ve             | Sa             | Do             |                |
| Agosto         | Lu             | Ma             | Me             | Gi             | Ve             | Sa             | Do             | Lu             | Ma             | Me             | Gi             | Ve             | Sa             | Do             | Lu             | Ma             | Me             | Gi             | Ve             | Sa             | Do             | Lu             | Ma             | Me             | Gi             | Ve             | Sa             | Do             | Lu             | Ma             | Me             |                |
| Settembre      | Gi             | Ve             | Sa             | Do             | Lu             | Ma             | Me             | Gi             | Ve             | Sa             | Do             | Lu             | Ma             | Me             | Gi             | Ve             | Sa             | Do             | Lu             | Ma             | Me             | Gi             | Ve             | Sa             | Do             | Lu             | Ma             | Me             | Gi             | Ve             |                |                |
| Ottobre        | Sa             | Do             | Lu             | Ma             | Me             | Gi             | Ve             | Sa             | Do             | Lu             | Ma             | Me             | Gi             | Ve             | Sa             | Do             | Lu             | Ma             | Me             | Gi             | Ve             | Sa             | Do             | Lu             | Ma             | Me             | Gi             | Ve             | Sa             | Do             | Lu             |                |
| Novembre       | Ma             | Me             | Gi             | Ve             | Sa             | Do             | Lu             | Ma             | Me             | Gi             | Ve             | Sa             | Do             | Lu             | Ma             | Me             | Gi             | Ve             | Sa             | Do             | Lu             | Ma             | Me             | Gi             | Ve             | Sa             | Do             | Lu             | Ma             | Me             |                |                |
| Dicembre       | Gi             | Ve             | Sa             | Do             | Lu             | Ma             | Me             | Gi             | Ve             | Sa             | Do             | Lu             | Ma             | Me             | Gi             | Ve             | Sa             | Do             | Lu             | Ma             | Me             | Gi             | Ve             | Sa             | Do             | Lu             | Ma             | Me             | Gi             | Ve             | Sa             |                |